# Rokytov pri Humennom
Rokytov pri Humennom, russinisch Рокитiв коло Гуменного/Rokytiw kolo Humennoho (ungarisch Rokitó) ist eine Gemeinde im Osten der Slowakei mit 287 Einwohnern (Stand: 31. Dezember 2024), die zum Okres Humenné, einem Kreis des Prešovský kraj, gehört. Sie ist Teil der traditionellen Landschaft Zemplín.

## Geographie

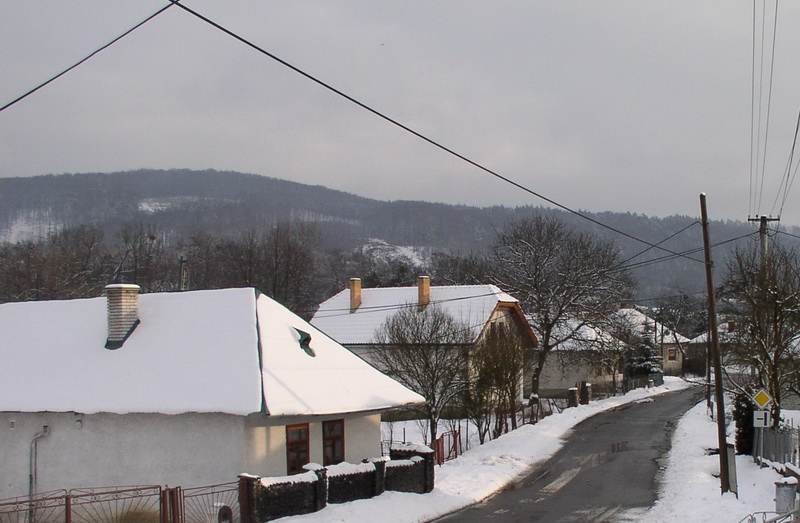
Ortsansicht im Winter

Die Gemeinde befindet sich in den Niederen Beskiden im Bergland Laborecká vrchovina, im Tal des kleinen Flusses Výrava im Einzugsgebiet des Laborec. Das Ortszentrum liegt auf einer Höhe von 238 m n.m. und ist 22 Kilometer von Humenné entfernt.
Nachbargemeinden sind Zbojné im Norden, Svetlice und Nižná Jablonka im Nordosten, Papín im Osten, Slovenské Krivé im Südosten, Jabloň im Süden, Zbudské Dlhé im Südwesten, Brestov nad Laborcom im Westen und Radvaň nad Laborcom im Nordwesten.

## Geschichte
Die heutige Gemeinde entstand 1971 durch Zusammenschluss der Orte Humenský Rokytov (1927–1965 auch slowakisch Humenskij Rokytov; ungarisch Homonnarokitó) und Zbudský Rokytov (1927–1965 auch slowakisch Zbudskij Rokytov; ungarisch Izbugyarokitó). Beide Ortsteile sind bis heute Katastralgemeinden.
Humenský Rokytov wurde zusammen mit Zbudský Rokytov zum ersten Mal 1463 als Roykytho schriftlich erwähnt, weitere historische Bezeichnungen sind unter anderen Humenssky Rokito (1773) und Humenský Rokytow (1808). Das Dorf war Teil des Drugeth'schen Herrschaftsgebiets von Humenné, ab dem späten 16. Jahrhundert besaßen Familien wie Almássy Ortsgüter. 1715 gab es eine Mühle, 29 verlassene und 19 bewohnte Haushalte. 1787 hatte die Ortschaft 72 Häuser und 573 Einwohner, 1828 zählte man (zusammen mit dem Ortsteil Zbudský Rokytov) 124 Häuser und 917 Einwohner, die als Fuhrleute, Holzfäller, Köhler und Landwirte tätig waren.
Zbudský Rokytov lag bis zum 16. Jahrhundert im Herrschaftsgebiet des Geschlechts Izbugyay, ab 1598 war es Besitz der Familie Soós, gefolgt von der Familie Szirmay im 18. Jahrhundert. 1715 gab es zwei verlassene und acht bewohnte Haushalte. 1787 hatte die Ortschaft 30 Häuser und 271 Einwohner, die als Hirten und Waldarbeiter tätig waren. Von 1890 bis 1900 wanderten viele Einwohner aus.
Bis 1918 gehörten die im Komitat Semplin liegenden Orte zum Königreich Ungarn und kamen danach zur Tschechoslowakei beziehungsweise heute Slowakei. In der Zeit der ersten tschechoslowakischen Republik waren die Einwohner vor allem als Landwirte und saisonale Waldarbeiter beschäftigt. Die Einwohner nahmen am Slowakischen Nationalaufstand von 1944 teil. Nach dem Zweiten Weltkrieg wurden 1960 die örtlichen Einheitlichen landwirtschaftlichen Genossenschaften (Abk. JRD) mit angeschlossenem Betrieb für Holzerzeugnisse gegründet, ein Teil der Einwohner pendelte zur Arbeit nach Košice. 1960 verursachte ein Dammbruch im benachbarten Ort Zbojné große Schäden.

## Bevölkerung
| Jahr                | 1994 | 2004     | 2014    | 2024    |
| ------------------- | ---- | -------- | ------- | ------- |
| Anzahl der Personen | 354  | 303      | 304     | 287     |
| Unterschied         |      | −14,40 % | +0,33 % | −5,59 % |

| Jahr                | 2023 | 2024    |
| ------------------- | ---- | ------- |
| Anzahl der Personen | 294  | 287     |
| Unterschied         |      | −2,38 % |

Nach der Volkszählung 2011 wohnten in Rokytov pri Humennom 307 Einwohner, davon 180 Slowaken, 106 Russinen, vier Ukrainer und drei Tschechen. 14 Einwohner machten keine Angabe zur Ethnie.
241 Einwohner bekannten sich zur griechisch-katholischen Kirche, 37 Einwohner zur römisch-katholischen Kirche, sechs Einwohner zur orthodoxen Kirche. 52 Einwohner waren konfessionslos und bei sieben Einwohnern wurde die Konfession nicht ermittelt.

## Bauwerke und Denkmäler
- griechisch-katholische Kirche Geburt der allheiligen Gottesgebärerin im klassizistischen Stil aus dem Jahr 1820[7]

## Verkehr
Durch Rokytov pri Humennom verläuft die Cesta III. triedy 3846 („Straße 3. Ordnung“) von einer Kreuzung mit der Cesta II. triedy 559 („Straße 2. Ordnung“) bei Jabloň bis zur Kreuzung mit der Cesta II. triedy 567 zwischen Zbojné und Svetlice. Der nächste Bahnanschluss ist in Koškovce an der Bahnstrecke Michaľany–Łupków.